# 카바졸
카바졸(Carbazole) 또는 카르바졸은 방향족성 헤테로고리 유기 화합물이다. 이는 5원자 질소 함유 고리의 양쪽에 융합된 2개의 6원자 벤젠 고리로 구성된 삼환식 구조를 가지고 있다. 이 화합물의 구조는 인돌 구조를 기반으로 하지만 인돌의 2-3 위치에 있는 5원 고리에 두 번째 벤젠 고리가 융합되어 있다(각각 카르바졸의 9a-4a 이중 결합과 동일함).
카바졸은 담배 연기의 성분이다.

## 합성
카르바졸에 대한 고전적인 실험실 유기 합성은 보르쉐-드레흐젤(Borsche-Drechsel) 고리화이다.